# Legea pieței
Legea pieței (în franceză La Loi du marché) este o dramă franceză din 2015, regizată de Stéphane Brizé⁠(d), cu Vincent Lindon⁠(d) în rolul principal. Premiera a avut loc la 18 mai 2015, la cea de-a 68-a ediție a Festivalului Internațional de Film de la Cannes⁠(d), unde a concurat în categoria principală de premii (Palme d'Or), iar Vincent Lindon a câștigat premiul pentru cel mai bun actor⁠(d). Filmul a mai fost nominalizat în trei categorii la Premiile César 2016⁠(d), printre care cel mai bun film și cel mai bun regizor.

## Subiect
Thierry (Vincent Lindon), un bărbat de cincizeci de ani, își găsește un loc de muncă după 20 de luni de șomaj. Compania la care s-a angajat are o reputație destul de bună pe piață. Conducerea menține un climat pozitiv în echipă, asigură angajații cu oferte bune de odihnă și asigurare medicală, dar nu chiar toate merg atât de bine. Într-o zi, Thierry este chemat de administrație și i se propune, pentru anumite beneficii la locul de muncă, să devină turnător și să raporteze conducerii despre activitățile colegilor săi.

## Distribuție

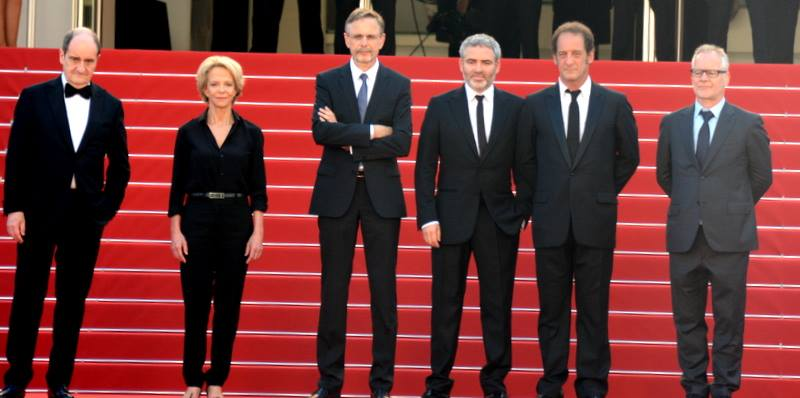
Actorii și echipa la Festivalul de la Cannes

| Actor                   | Rol | Rol                               |
| ----------------------- | --- | --------------------------------- |
| Vincent Lindon          | …   | Thierry                           |
| Yves Ory                | …   | consultant la agenția de angajări |
| Karine De Mirbeck       | …   | soția lui Thierry                 |
| Matthieu Schaller       | …   | fiul lui Thierry                  |
| Xavier Mathieu          | …   | coleg                             |
| Noël Mairot             | …   | instructor de dans                |
| Catherine Saint- Bonnet | …   | bancher                           |

## Premii
| Premiu / Festival de film                        | Categorie                                      | Decorări și nominalizări        | Rezultat     |
| ------------------------------------------------ | ---------------------------------------------- | ------------------------------- | ------------ |
| Festivalul de film de la Bruxelles⁠(d)            | Premiul spectatorilor                          |                                 | Câștigat     |
| Festivalul Internațional de Film de la Cannes⁠(d) | Cel mai bun actor⁠(d)                           | Vincent Lindon                  | Câștigat     |
| Festivalul Internațional de Film de la Cannes⁠(d) | Premiul Juriului Ecumenic - mențiune specială  |                                 | Câștigat     |
| Festivalul Internațional de Film de la Cannes⁠(d) | Palme d'Or                                     |                                 | Nominalizare |
| Premiile César⁠(d)                                | Cel mai bun film                               |                                 | Nominalizare |
| Premiile César⁠(d)                                | Cel mai bun regizor                            | Stéphane Brizé                  | Nominalizare |
| Premiile César⁠(d)                                | Cel mai bun actor                              | Vincent Lindon                  | Câștigat     |
| Festivalul de Film de la Denver⁠(d)               | Premiul special al juriului pentru distribuție | distribuția filmului            | Câștigat     |
| Premiile Academiei Europene de Film⁠(d)           | Cel mai bun actor                              | Vincent Lindon                  | Nominalizare |
| Premiul Louis Delluc⁠(d)                          | Cel mai bun film                               |                                 | Nominalizare |
| Premiile Lumières⁠(d)                             | Cel mai bun actor⁠(d)                           | Vincent Lindon                  | Câștigat     |
| Prix Jacques Prévert du Scénario⁠(d)              | Cel mai bun scenariu original                  | Stéphane Brizé și Olivier Gorce | Nominalizare |